# یدی‌گوزه (بایبورد)
یدی‌گوزه (به ترکی استانبولی: Yedigöze) (به کردی: Dacirak) یک منطقهٔ مسکونی در ترکیه است که در بایبورد واقع شده‌است. یدی‌گوزه ۹۵ نفر جمعیت دارد.